# Микчангда
Микчангда (также Микчанда) — река в Таймырском Долгано-Ненецком районе Красноярского края России, впадает в озеро Лама. Длина реки — 129 км, площадь водосборного бассейна — 2630 км².
Река берёт начало на северо-западе плато Путорана, к западу от озера Нёралак, на высоте более 824 м над уровнем моря. От истока течёт преимущественно на северо-запад по горной тундре в межгорной долине, разрезающей плоские горные вершины. В верховьях встречаются водопады. Долина реки быстро расширяется, берега поросли лиственницей. Многочисленные шиверы и перекаты. Приняв справа Южную Самоедскую Речку, Микчангда поворачивает на юго-запад. В нижнем течении начинает меандрировать. Впадает с севера в озеро Лама несколькими рукавами, образующими дельту, на высоте 45 м над уровнем моря. При впадении — обширные отмели. В нижнем течении ширина русла достигает 107 м при глубине 1,7 м, скорость течения в низовьях — 0,7 м/с.

## Основные притоки
Указаны поименованные притоки длиной 30 км и более.
| Название            | Расстояние от устья | Длина | Положение |
| ------------------- | ------------------- | ----- | --------- |
| Южный Икэн          | 25                  | 55    | правый    |
| Малая Микчангда     | 43                  | 30    | левый     |
| Южный Абагалах      | 55                  | 30    | правый    |
| Микчангда-Кыстыктах | 76                  | 32    | правый    |

## Данные водного реестра
По данным государственного водного реестра России и геоинформационной системы водохозяйственного районирования территории РФ, подготовленной Федеральным агентством водных ресурсов:
- Бассейновый округ — Енисейский
- Речной бассейн — Пясина
- Речной подбассейн — нет
- Водохозяйственный участок — Пясина и другие реки бассейна Карского моря от восточной границы бассейна Енисейского залива до западной границы бассейна реки Каменная
- Код объекта в государственном водном реестре — 17020000112116100118234[3].